# 下关港
下关港（日语：／ Shimonoseki-kō），古稱「馬關港」。是位于日本山口县下关市的一個特定重要港湾。港湾管理者为下关市，同样被指定成中枢国际港湾。

## 港湾区域
- 下关港（页面存档备份，存于）：FAZ〔Foreign Access Zone〕输入促进地域
  - 本港地区
    - 下关港国际客运站

  - 东港地区
    - あるかぽーと开发区（阿鲁卡埠头）

  - 岬之町地区
    - 集装箱装卸区

  - 西山、荒田、福浦地区
  - 长府地区
  - 新港地区"长州出岛"（人工岛）

### 轮渡
- 下关港国际客运站（Shimonoseki Port International Terminal），前往中国苏州太仓和韩国釜山的渡轮航行。连接下关和中华人民共和国山东省青岛的Orient Ferry（奥林汽船）长久以来均是连接日本和中国的交通要道，但已於2015年12月起停航[1]。下关港国际站距离JR下关站仅5分钟路程。
  - 往大韩民国釜山國際客運碼頭（关釜渡轮）
  - 往中华人民共和国江苏省苏州（苏州下关轮渡）

## 下关港陆面交通
- JR西日本下关站
- 山電交通（サンデン交通）公交车

## 外部連結
- 下关市港湾局（中文）（页面存档备份，存于）
- 下关市役所（中文，韩文，英文）